# Liste der Kulturdenkmäler in Edesheim
In der Liste der Kulturdenkmäler in Edesheim sind alle Kulturdenkmäler der rheinland-pfälzischen Ortsgemeinde Edesheim aufgeführt. Grundlage ist die Denkmalliste des Landes Rheinland-Pfalz (Stand: 14. August 2023).

## Denkmalzonen
| Bezeichnung                          | Lage                                                            | Baujahr                 | Beschreibung | Bild                           |
| ------------------------------------ | --------------------------------------------------------------- | ----------------------- | --- | ------------------------------ |
| Denkmalzone Schloss Edesheim         | Luitpoldstraße 9 Lage                                           | 1594                    | ehemaliges fürstbischöflich-speyerisches Schloss; die 1794 weitgehend zerstörte Wasserburg seit dem 19. Jahrhundert Weingut; erhalten dreigeschossiges Hauptgebäude, Spätrenaissance, 1594, Umbau im 19. Jahrhundert; späterer viergeschossiger Turm sowie eingeschossiger Anbau; barocke Ökonomie, 18. Jahrhundert; Schlossgarten mit hoher Umfassungsmauer, Torbogen bezeichnet 1754, Westpforte bezeichnet 1747/1834 | weitere Bilder Fotos hochladen |
| Denkmalzone Ortskern Nieder-Edesheim | Hochgasse 1–6, Schloßstraße 1–5 und 7, Luitpoldstraße 1–35 Lage | 18. und 19. Jahrhundert | Straßenbild mit geschlossener historischer Bebauung (Winzeranwesen), großteils geprägt durch die Vielzahl eingeschossiger Wohnhäuser, oft mit Krüppelwalmdach, und zahlreiche Torbögen, 18. und 19. Jahrhundert | Fotos hochladen                |
| Denkmalzone Ortskern Ober-Edesheim   | Ludwigstraße 1–32 Lage                                          | 18. und 19. Jahrhundert | geschlossene Haus-Hof-Bebauung im Wesentlichen des 18. und 19. Jahrhunderts, oft eingeschossige Giebelhäuser mit Krüppelwalmdach und seitlichem Hoftorbogen, einschließlich der katholischen Pfarrkirche und der ehemaligen Schule | weitere Bilder Fotos hochladen |

## Einzeldenkmäler
| Bezeichnung                                   | Lage                                   | Baujahr                             | Beschreibung | Bild                           |
| --------------------------------------------- | -------------------------------------- | ----------------------------------- | --- | ------------------------------ |
| Wegekreuz                                     | Edenkobener Straße Lage                | 1721                                | Wegekreuz; barock, bezeichnet 1721, Sockel bezeichnet 1832 | Fotos hochladen                |
| Hofanlage                                     | Edenkobener Straße 1/1a Lage           | Anfang des 19. Jahrhunderts         | Weingut, Anfang des 19. Jahrhunderts; späthistoristisches villenartiges Wohnhaus, Walm- und Krüppelwalmdach, 1906/07 | Fotos hochladen                |
| Wohnhaus                                      | Eisenbahnstraße 8 Lage                 | um 1900                             | Wohnhaus, Mansardwalmdachbau, barockisierender Jugendstil, um 1900 | Fotos hochladen                |
| Wohn- und Geschäftshaus                       | Eisenbahnstraße 18 Lage                | 1904/05                             | Wohn- und Geschäftshaus; historisierender Jugendstilbau, 1904/05 | Fotos hochladen                |
| Wohnhaus                                      | Eisenbahnstraße 19 Lage                | um 1900                             | Wohnhaus einer Hofanlage; eineinhalbgeschossiger spätgründerzeitlicher Sandsteinquaderbau, Krüppelwalmdach, um 1900 | Fotos hochladen                |
| Gasthaus                                      | Eisenbahnstraße 24 Lage                | 1860                                | Gasthaus; eineinhalbgeschossiger Mansarddachbau, 1860, Fassadenstuck kurz nach 1900 | Fotos hochladen                |
| Hofanlage                                     | Hochgasse 6 Lage                       | 18. Jahrhundert                     | barocke Hofanlage, 18. Jahrhundert; stattlicher Walmdachbau, Krüppelwalmdach-Scheune, Renaissance-Spolie | Fotos hochladen                |
| Posthof                                       | Knörringer Weg 2, Staatsstraße 17 Lage | 1717                                | ehemaliger Posthof; stattliche Vierseitanlage; barocker Walmdachbau, bezeichnet 1717, Heiligennische (Bild); weiteres Nebengebäude mit Krüppelwalmdach | Fotos hochladen                |
| Katholische Pfarrkirche St. Peter und Paul    | Ludwigstraße Lage                      | 1742–44                             | im Kern barocker Saalbau, 1742–44, nach Brand 1794 Wiederherstellung 1811, Erweiterung 1933/34, Architekt Wilhelm Schulte I., Westturm 1771 (Bild) | weitere Bilder Fotos hochladen |
| Kirchhofportal, Grabkreuze und Kriegerdenkmal | Ludwigstraße, auf dem Kirchhof Lage    | ab dem 16. Jahrhundert              | Kruzifix, spätbarock, Sandstein, bezeichnet 1722; - zweifache barocke Immakulata, 18. Jahrhundert (Bild); - reliefiertes Grabkreuz, barock, 18. Jahrhundert (Bild); - Kirchhofportal, barock mit Johann-Nepomuk-Skulptur, bezeichnet 1759 (Bild); - Kriegerdenkmal 1914/18, kleine Anlage mit neubarockem Kruzifix, 1920er Jahre (Bild); - Priestergrabstein, reliefierte Sandsteinplatte, 16. Jahrhundert (Bild) | Fotos hochladen                |
| Katholischer Pfarrhof                         | Ludwigstraße 2 Lage                    | 1820                                | ehemaliger katholischer Pfarrhof; Walmdachbau, 1820, erweitert 1904, Kellereingang mit Renaissanceprofil, Krüppelwalmdach-Scheune; großer Pfarrgarten mit Einfriedung | Fotos hochladen                |
| Statue                                        | Ludwigstraße, an Nr. 31 Lage           | 18. Jahrhundert                     | barocke Immakulata, 18. Jahrhundert | Fotos hochladen                |
| Torbogen                                      | Ludwigstraße, an Nr. 58 Lage           | 1579                                | Renaissance-Torbogen mit Nebenpforte, bezeichnet 1579 und 1719 | Fotos hochladen                |
| Ölmühle                                       | Ludwigstraße 108 Lage                  | 18. bis Anfang des 20. Jahrhunderts | ehemalige Ölmühle, 18. bis Anfang des 20. Jahrhunderts; stattlicher Walmdachbau, Torbogen bezeichnet 1813 (Bild); Backstein-Fabrikhalle, um 1900 ff. | Fotos hochladen                |
| Hofanlage                                     | Luitpoldstraße 3 Lage                  | 18. Jahrhundert                     | Hakenhof, 18. Jahrhundert; eingeschossiges Wohnhaus, Fachwerkgiebel | Fotos hochladen                |
| Torbogen                                      | Luitpoldstraße, an Nr. 26 Lage         | 1734                                | barocker Torbogen mit Nebenpforte, bezeichnet 1734 | Fotos hochladen                |
| Torbogen                                      | Luitpoldstraße, an Nr. 31 Lage         | 1832                                | Torbogen, bezeichnet 1832 | Fotos hochladen                |
| Torbogen                                      | Luitpoldstraße, an Nr. 32 Lage         | 1719                                | barocker Torbogen mit Nebenpforte, bezeichnet 1719 | Fotos hochladen                |
| Hofanlage                                     | Luitpoldstraße 33 Lage                 | 1856                                | Hofanlage, bezeichnet 1856 und 1861, mit Torbogen; ab 1910 Weinhandlung; spätklassizistisches Wohnhaus aus Sandsteinquadern; bauliche Gesamtanlage | BW                             |
| Schloss Kupperwolf                            | Luitpoldstraße 40 Lage                 | um 1900                             | barocker Mansardwalmdachbau; gründerzeitliche Wirtschaftsgebäude, um 1900 | Fotos hochladen                |
| Wegekreuz                                     | Provisstraße, vor dem Friedhof Lage    | 1718                                | reliefiertes barockes Wegekreuz, bezeichnet 1718 | Fotos hochladen                |
| Friedhofskreuz, Grabsäule und Kriegerdenkmal  | Provisstraße, auf dem Friedhof Lage    | ab 1841                             | Friedhofskreuz, Rotsandstein, bezeichnet 1845; spätklassizistische Grabsäule, Rotsandstein, um 1841 (Bild); zwei Kriegergedenktafeln 1870/71, Gusseisen, bezeichnet 1872 und 1894 (Bild) | Fotos hochladen                |
| Wegekreuz                                     | Ruprechtstraße, bei Nr. 58 Lage        | 1736                                | Wegekreuz; reliefiert, barock, bezeichnet 1736 | Fotos hochladen                |
| Hofanlage                                     | Schloßstraße 5 Lage                    | erste Hälfte des 19. Jahrhunderts   | Hakenhof; kleiner Dreiseithof; eingeschossiges Wohnhaus, erste Hälfte des 19. Jahrhunderts | Fotos hochladen                |
| Torbogen und Kruzifix                         | Schloßstraße, an Nr. 7 Lage            | 1585                                | Spolien eines Renaissance-Torbogen, bezeichnet 1585 (?); Fünfwundenkreuz, 18. Jahrhundert | Fotos hochladen                |
| Villa                                         | Staatsstraße 5 Lage                    | um 1900/05                          | Villa; burgartig getürmter Bossenquaderbau, Neurenaissance, um 1900/05 | Fotos hochladen                |
| Hofanlage                                     | Staatsstraße 26 Lage                   | spätes 18. Jahrhundert              | Hofanlage, spätes 18. Jahrhundert; winkelförmiges Fachwerkhaus, teilweise massiv, bezeichnet 1796, Krüppelwalmdach-Scheune, teilweise massiv | Fotos hochladen                |
| Torbogen                                      | Staatsstraße, an Nr. 31 Lage           | 1706                                | barocker Torbogen, bezeichnet 1706 | Fotos hochladen                |
| Hofanlage                                     | Staatsstraße 33 Lage                   | 1802                                | nachbarocke Hofanlage, bezeichnet 1802; Krüppelwalmdachbau, Fachwerkgiebel, Walmdachscheune | Fotos hochladen                |
| Wegekreuz                                     | Weißkreuzgasse, bei Nr. 11 Lage        | 1753                                | Wegekreuz, barock, bezeichnet 1753 (Bild) | Fotos hochladen                |
| Erlenmühle                                    | westlich des Ortes am Modenbach Lage   | 1834                                | große Hofanlage; Krüppelwalmdachbau, Sandstein, ebenso ein Wirtschaftsgebäude, Torbogen bezeichnet 1834, ein Nebengebäude bezeichnet 1839 | Fotos hochladen                |

## Ehemalige Kulturdenkmäler
| Bezeichnung | Lage                           | Baujahr | Beschreibung                                                          | Bild            |
| ----------- | ------------------------------ | ------- | --------------------------------------------------------------------- | --------------- |
| Wegekreuz   | Ludwigstraße, vor Nr. 108 Lage | 1919    | Steinkreuz, Rest einer Kreuzigungsgruppe, bezeichnet 1919; abgegangen | Fotos hochladen |